# Георги Бигиев
Георги Каменов Бигиев е български общественик и революционер, деец на Вътрешната македоно-одринска революционна организация.

## Биография
Роден е в 1868 година в Нова махала, Сярско, в Османската империя, днес Пепония, в Гърция. В 1900 година влиза във ВМОРО. Ръководител е на местната чета и съхранява архива на Организацията. Води няколко сражения с четата. Заловен е от властите и осъден на три години тъмничен затвор, от които излежава година и половина в Еди куле в Солун. Освободен е след Младотурската революция в 1908 година. Служи в Четиринадесети пехотен македонски полк на Българската армия. След освобождението на Сярско в 1941 година се връща в Нова махала.
На 20 април 1943 година, като жител на Мелник, подава молба за народна пенсия, която е одобрена и отпусната от Министерския съвет на Царство България.